# Celsius (cràter)
Celsius és un petit cràter d'impacte que es troba en el terreny accidentat de l'hemisferi sud a la cara visible de la Lluna, a menys d'un diàmetre al sud-sud-oest del cràter Zagut, i al nord del cràter Büsching.

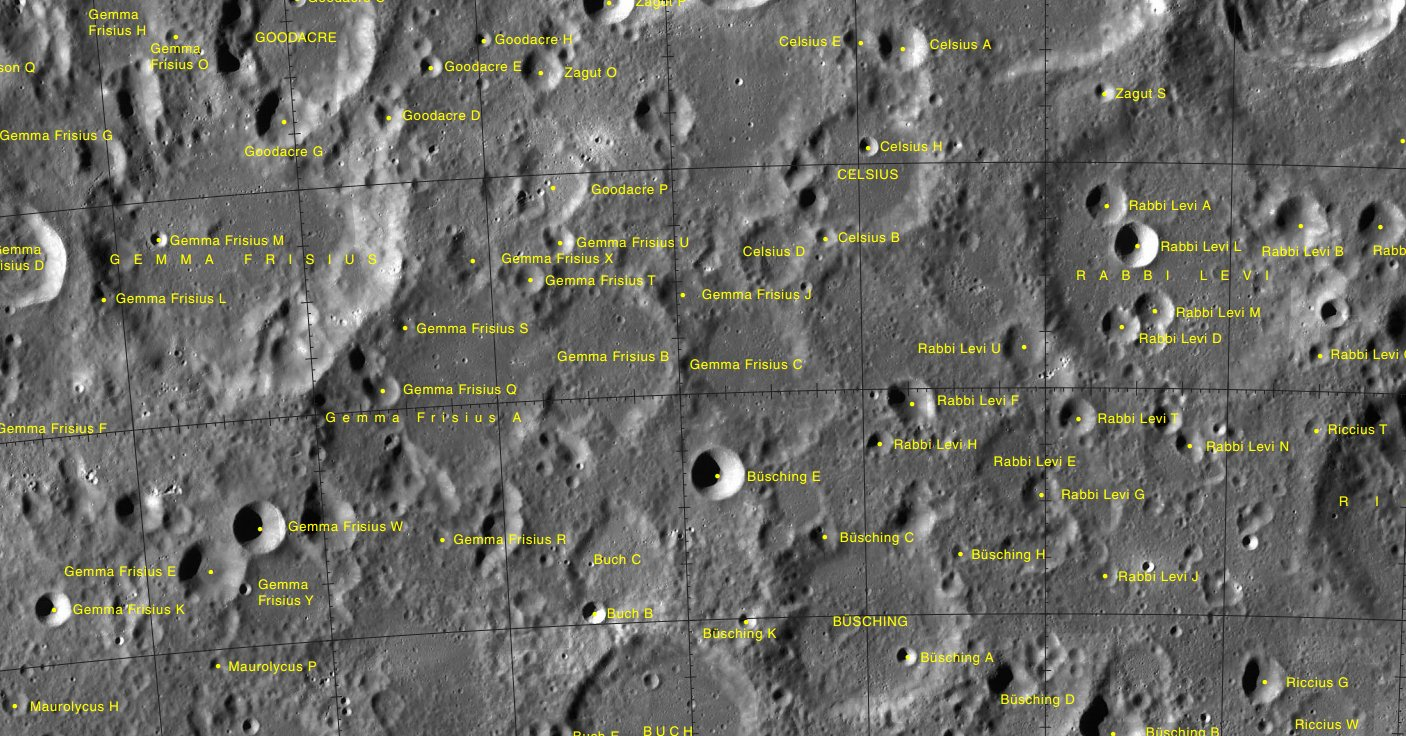
Localització de Celsius (centre dreta superior de la imatge)
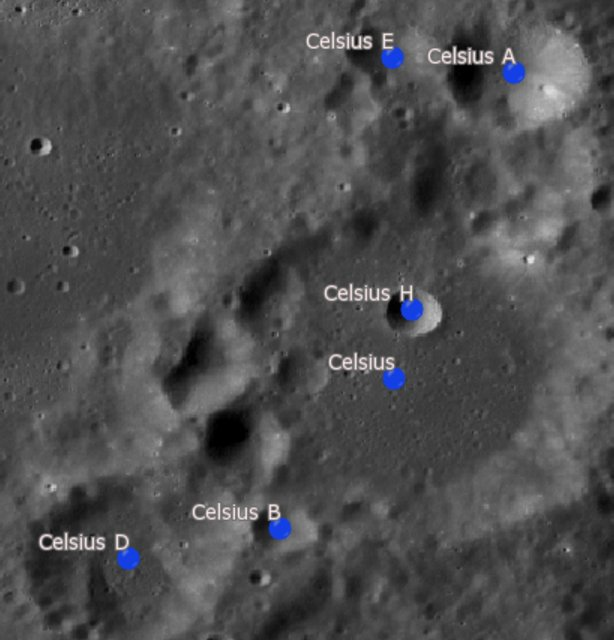
Cràters satèl·lit

Es tracta d'un cràter molt desgastat, amb la vora de la banda sud-oest que ha estat danyat per múltiples impactes de cràters petits. Hi ha un buit en forma de vall a la vora nord que uneix Celsius amb Celsius A. El sòl interior de Celsius no té trets distintius, a excepció d'un petit cràter a la meitat nord.

## Cràters satèl·lit
Per convenció aquests elements són identificats en els mapes lunars posant la lletra en el costat del punt central del cràter que està més proper a Celsius.
| Celsius | Coordenades                          | Diàmetre |
| ------- | ------------------------------------ | -------- |
| A       | 33° 00′ S, 20° 30′ E / 33.0°S,20.5°E | 14 km    |
| B       | 34° 36′ S, 19° 42′ E / 34.6°S,19.7°E | 6 km     |
| D       | 34° 42′ S, 19° 06′ E / 34.7°S,19.1°E | 19 km    |
| E       | 32° 54′ S, 20° 06′ E / 32.9°S,20.1°E | 11 km    |
| H       | 33° 48′ S, 20° 06′ E / 33.8°S,20.1°E | 6 km     |